# Aufteilung des Reichsvermögens nach dem Grundgesetz
Die Aufteilung des Reichsvermögens ist in Artikel 134 des Grundgesetzes für die Bundesrepublik Deutschland (GG) geregelt.

## Entstehung des Reichsvermögens
Bei Inkrafttreten des Grundgesetzes war über die Vermögenswerte des 1871 gegründeten Deutschen Reiches zu entscheiden. Dieses hatte zunächst nur geringe Kompetenzen im Rahmen der Exekutive; für die entsprechenden Verwaltungsbehörden und das Militär mussten Gebäude beschafft werden. Das Gesetz über die Rechtsverhältnisse der zum dienstlichen Gebrauche einer Reichsverwaltung bestimmten Gegenstände (Reichseigentumsgesetz) von 1873 bestimmte in § 1 Satz 1: 

„An allen dem dienstlichen Gebrauche einer verfassungsmäßig aus Reichsmitteln zu unterhaltenden Verwaltung gewidmeten Gegenständen stehen das Eigenthum und die sonstigen dinglichen Rechte, welche den einzelnen Bundesstaaten zugestanden haben, dem Deutschen Reiche zu.“

 Damit erwarb das Reich im Rahmen seiner verfassungsmäßigen Kompetenzen grundsätzlich das Eigentum an Vermögensgegenständen, die bisher zu dienstlichen Zwecken von den Mitgliedstaaten genutzt wurden. Weitere Aufgabenübergänge (sogenannte Verreichlichung) erfolgten während der Weimarer Republik und im NS-Staat und führten zu entsprechenden Vermögenszuwächsen. Darüber hinaus hat das Reich Vermögensgegenstände aufgrund von Enteignungen, auf vertraglicher Grundlage sowie in geringem Maße durch das Fiskalerbrecht erworben.

## Staatsrechtlicher Ausgangspunkt
Nach herrschender Meinung ist das Deutsche Reich im Zusammenhang mit dem Ende der nationalsozialistischen Diktatur und der Niederlage im Zweiten Weltkrieg nicht untergegangen. Die Bundesrepublik Deutschland wurde als teilidentisch mit dem Reich angesehen. Das Reich war lediglich mangels Organen nicht handlungsfähig. Aufgrund der deutschen Teilung und wegen des föderalen Aufbaus der Bundesrepublik war es aber notwendig, Regelungen über die Aufteilung des Reichsvermögens zu treffen. Dies geschah durch Artikel 134 GG und durch spätere Gesetze.
Der territoriale Anwendungsbereich beschränkt sich auf das Gebiet der Bundesrepublik Deutschland. Die Norm setzt den Aufbau und das Vorhandensein einer Bundesvermögensverwaltung voraus.

## Die Bestimmungen des Art. 134 GG
Vermögensgegenstände des Deutschen Reiches (Beispiele):

Der Reichstag nach alliierter Bombardierung, 1945
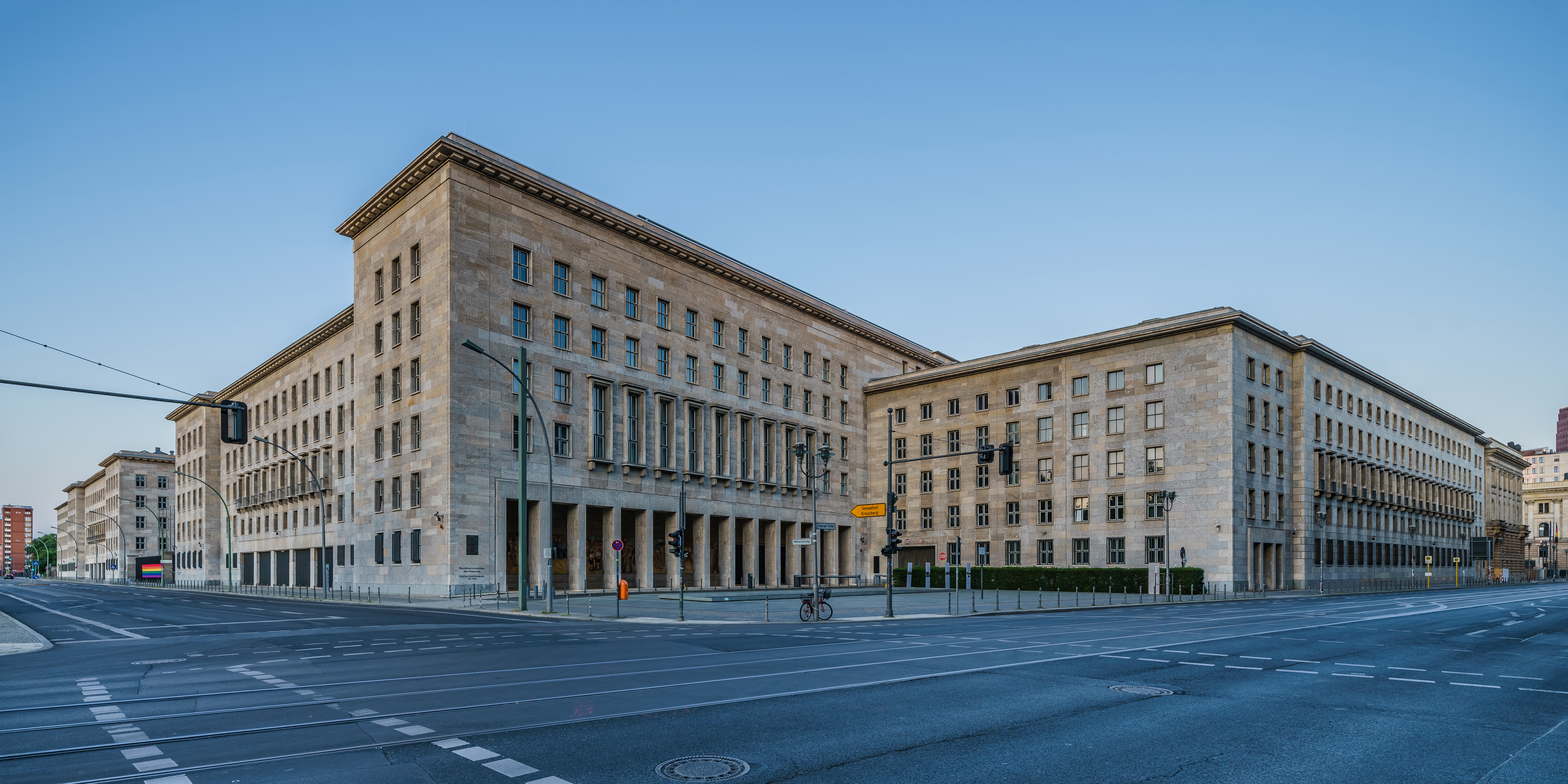
Sitz des Bundesfinanzministeriums, Berlin
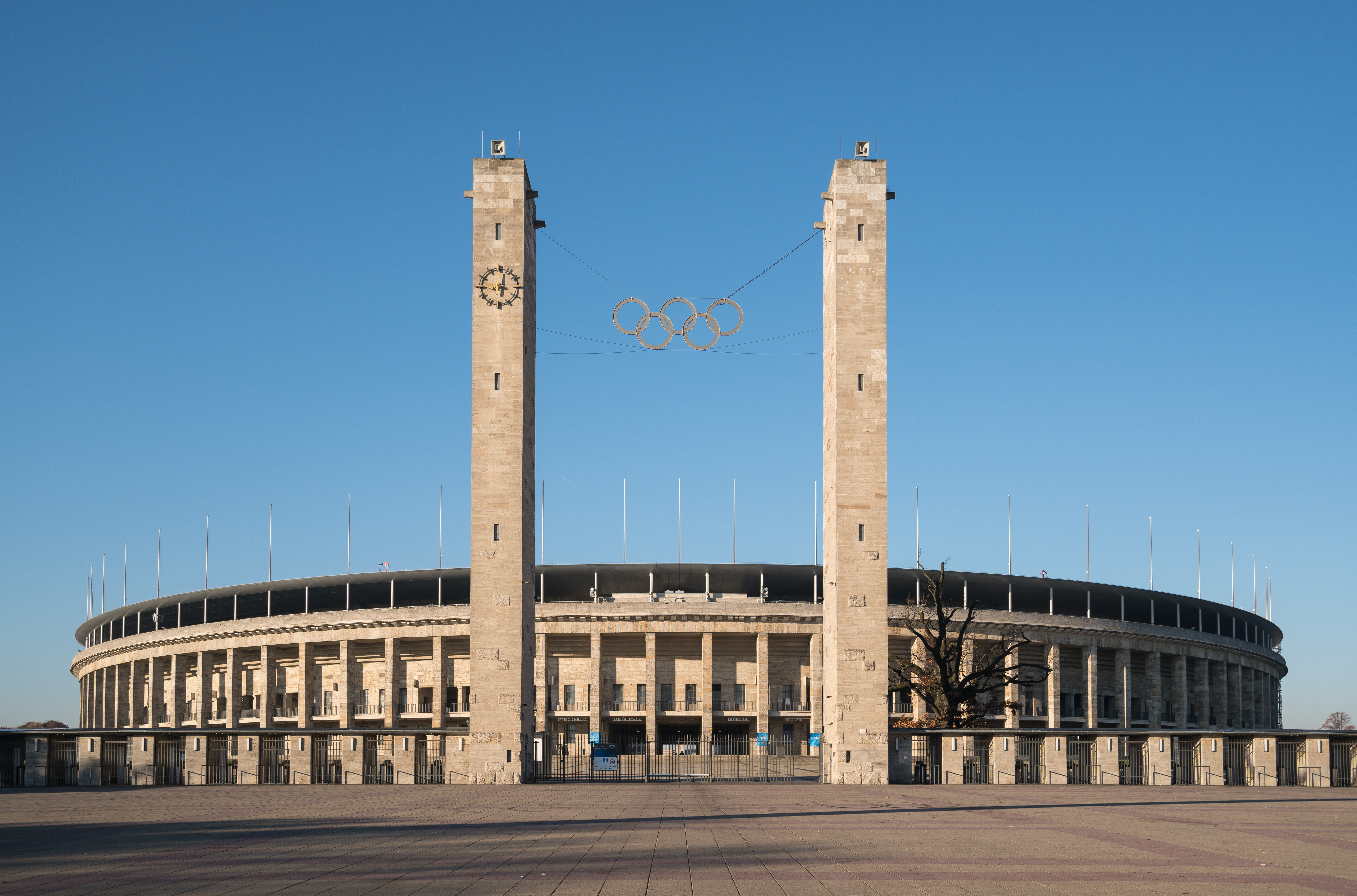
Olympiastadion Berlin
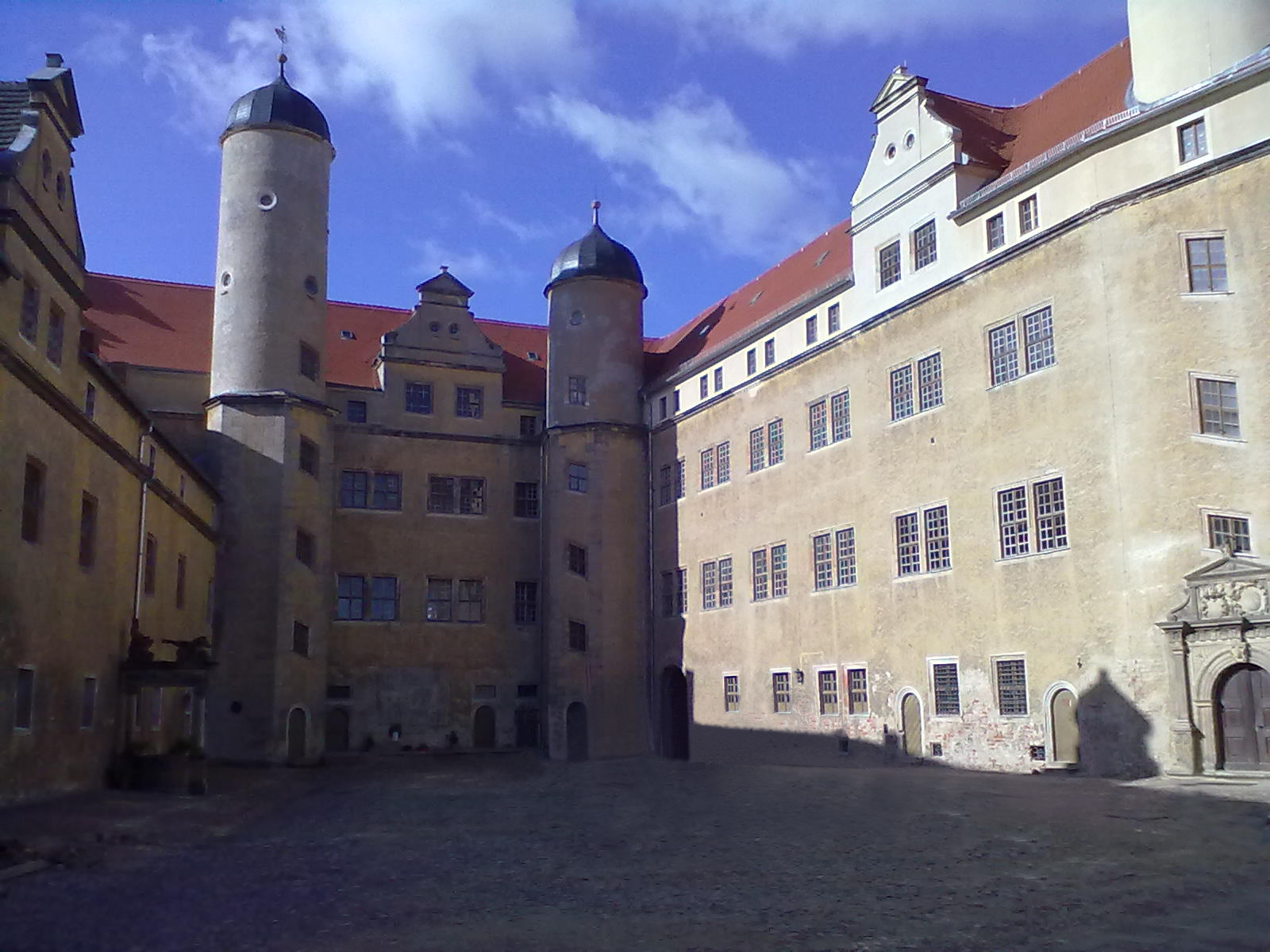
Schloss Lichtenburg
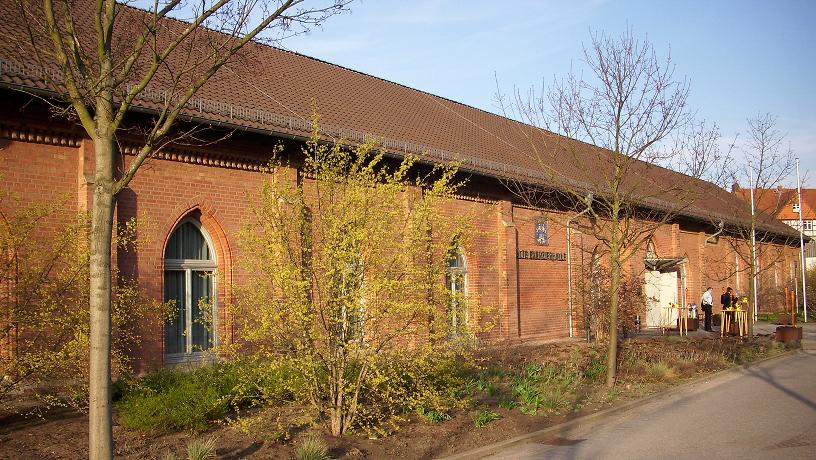
Kasernengebäude in Celle
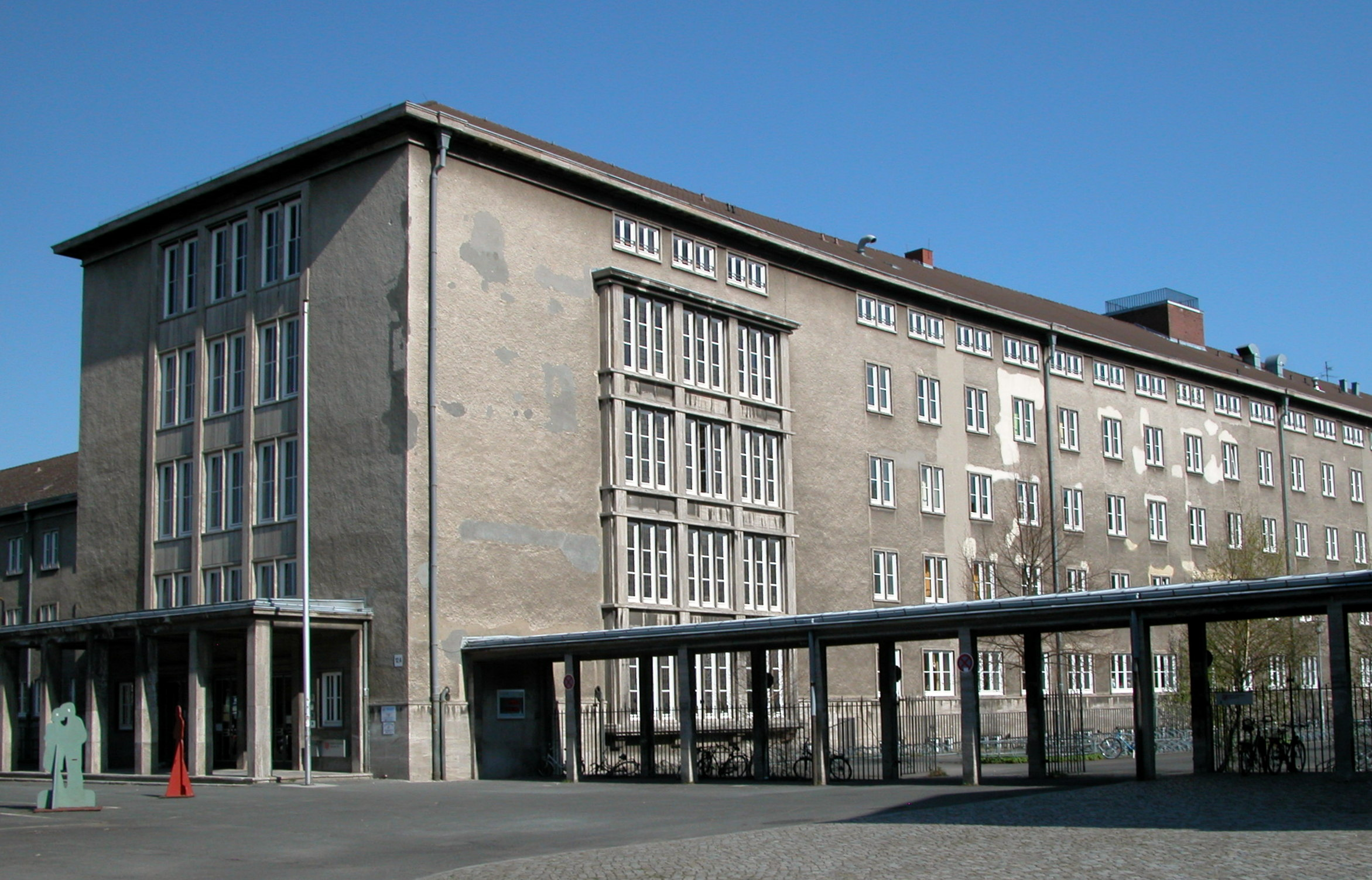
Ehem. Luftflottenkommando in Braunschweig
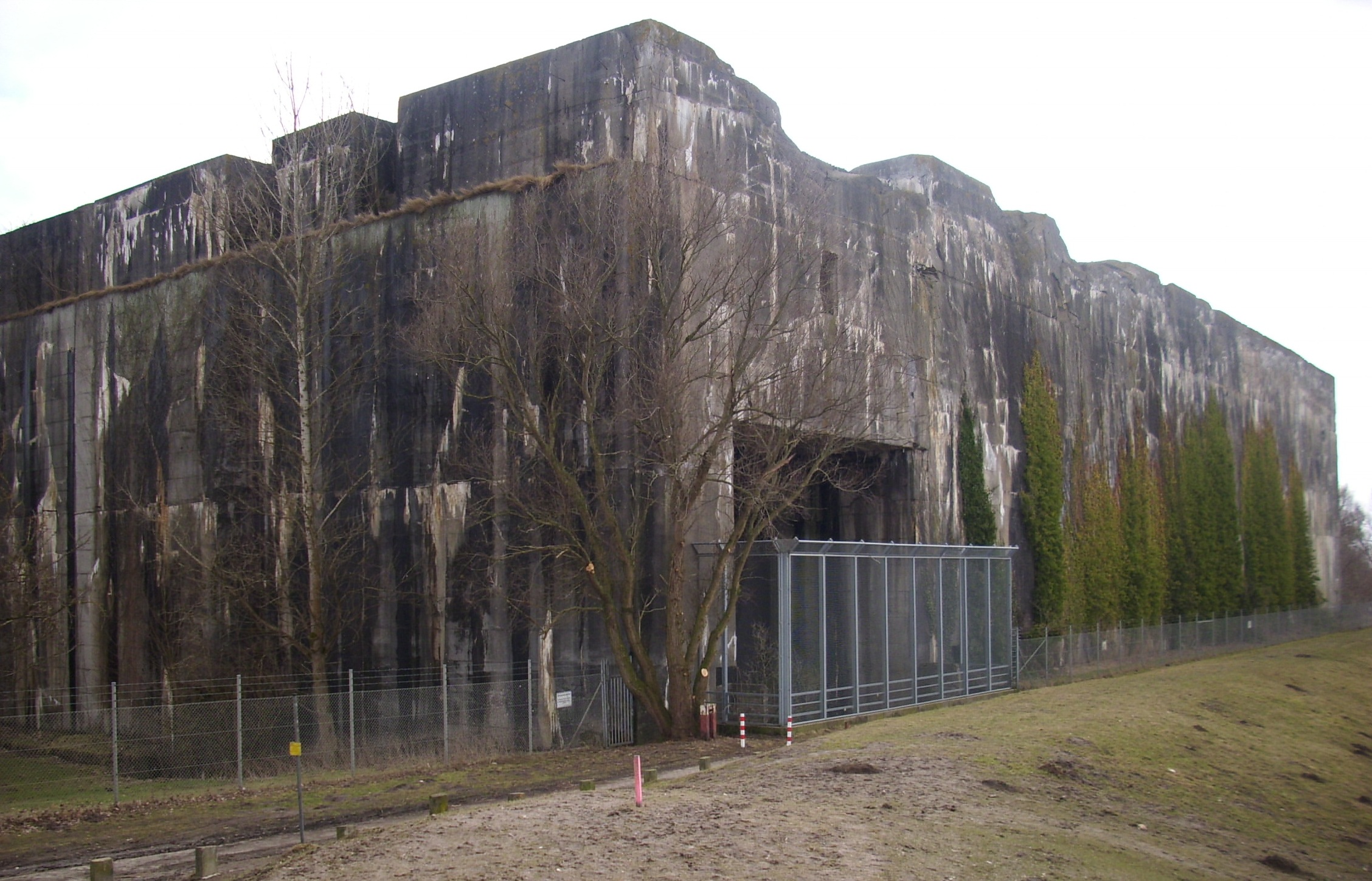
U-Boot-Bunker Valentin
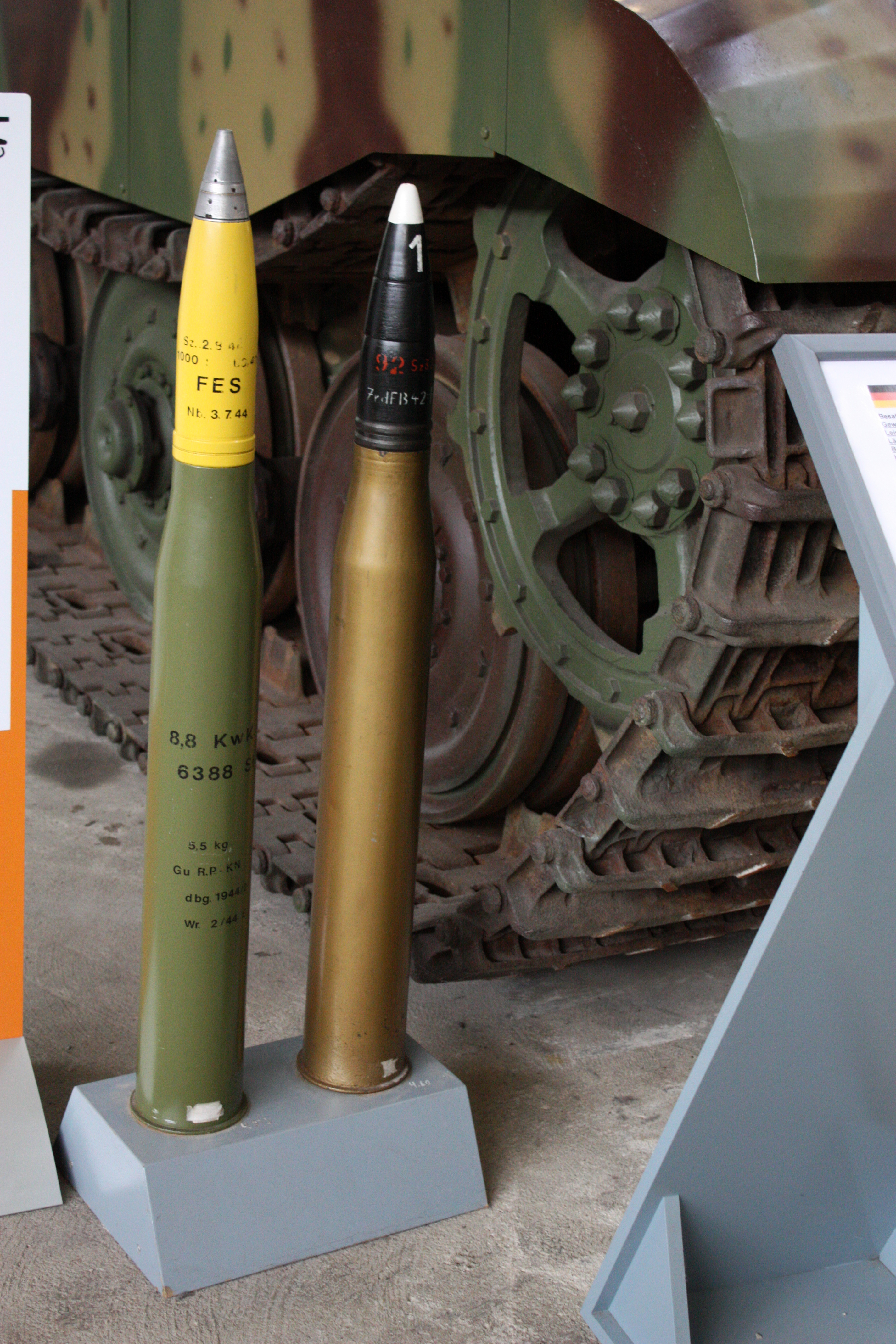
Panzermunition der Wehrmacht
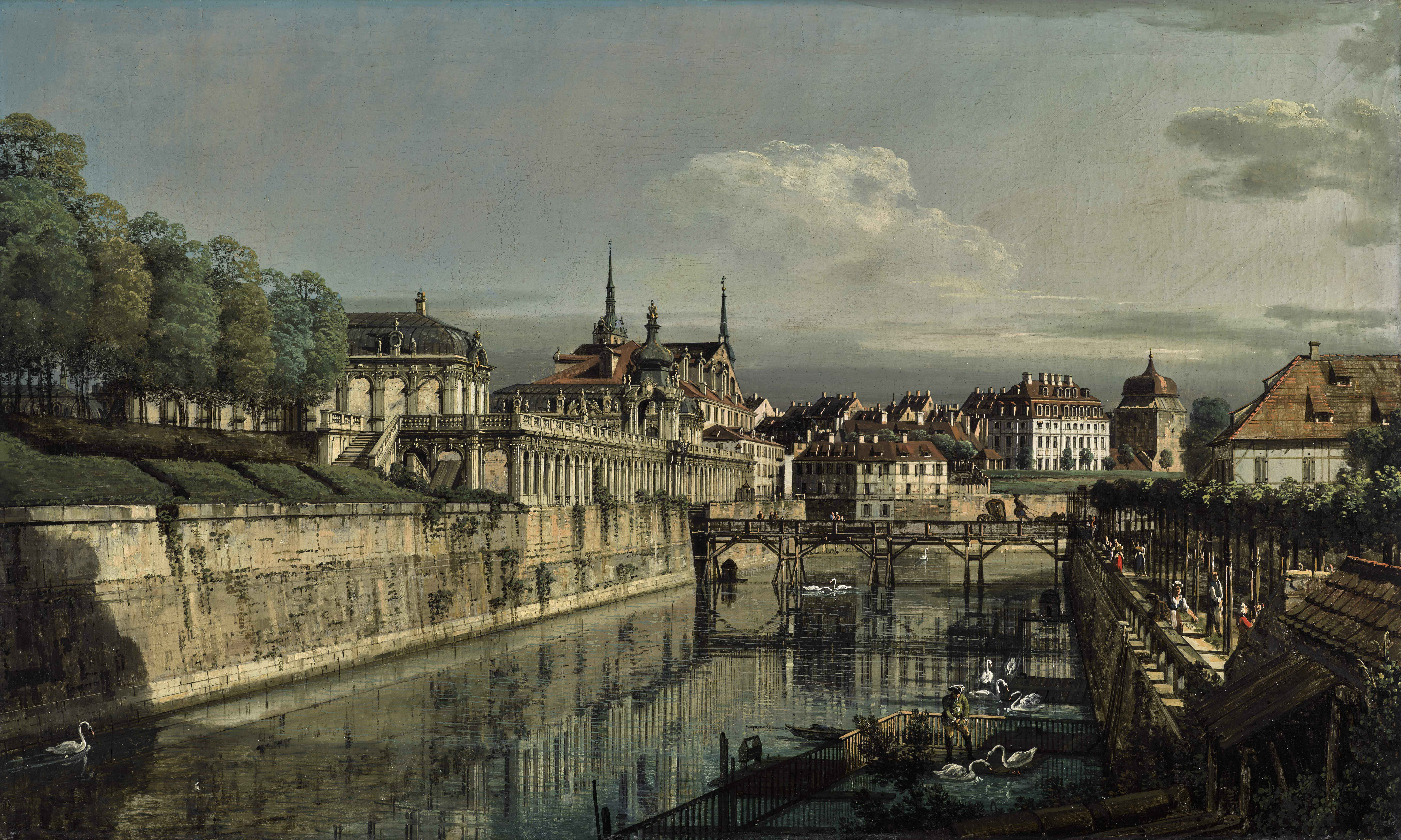
Der Zwingergraben in Dresden von Canaletto

Art. 134 befindet sich im XI. Abschnitt des Grundgesetzes Übergangs- und Schlußbestimmungen.
Spezielle Regelungen gegenüber Art. 134 GG enthalten Art. 89 GG zu ehemaligen Reichswasserstraßen und Art. 90 GG zu ehemaligen Reichsautobahnen und Reichsstraßen.

Abs. 1: 

„Das Vermögen des Reiches wird grundsätzlich Bundesvermögen.“

Mit dieser Regelung wird das Reichsvermögen kraft (Grund)gesetzes Bundesvermögen, soweit es nicht abweichend geregelt ist. Die früher auch vertretene Ansicht, Absatz 1 enthalte einen bloßen Programmsatz, ist überholt. Der wesentliche Anwendungsbereich ist das Immobiliarvermögen, da ein Großteil anderer Vermögenswerte des Reichs durch den Krieg und den Staatsbankrott vernichtet oder von den Kriegsgegnern konfisziert wurde. Aber auch bewegliche Sachen, Forderungen und andere Rechte zählten dazu. Die industriellen Staatsbeteiligungen gehörten zu einem großen Teil dem Land Preußen. Abzugrenzen ist das Reichsvermögen vom Vermögen der NSDAP und ihrer Gliederungen, dessen rechtliches Schicksal durch Akte der Besatzungsmächte und die spätere deutsche Gesetzgebung geregelt wurde. Ob Art. 134 GG außer den Aktiva auch die Passiva, also die Verbindlichkeiten des Reichs umfasst, ist umstritten, aufgrund der Regelung des Art. 135a Abs. 1 GG aber nicht von praktischer Bedeutung. Allerdings können auch die Aktiva wirtschaftlich einen negativen Wert haben, z. B. ehemalige Wehrmachtsmunition, deren Räumung den Bund auch heute noch erhebliche Beträge kostet.

Abs. 2: 

„Soweit es nach seiner ursprünglichen Zweckbestimmung überwiegend für Verwaltungsaufgaben bestimmt
war, die nach diesem Grundgesetze nicht Verwaltungsaufgaben des Bundes sind, ist es unentgeltlich auf die
nunmehr zuständigen Aufgabenträger und, soweit es nach seiner gegenwärtigen, nicht nur vorübergehenden
Benutzung Verwaltungsaufgaben dient, die nach diesem Grundgesetze nunmehr von den Ländern zu erfüllen
sind, auf die Länder zu übertragen. Der Bund kann auch sonstiges Vermögen den Ländern übertragen.“

Diese Regelung soll die zuständigen Träger von Verwaltungsbehörden mit den benötigten Vermögensgegenständen ausstatten. Das Grundgesetz greift mit dieser Bestimmung die auf Paul Laband zurückgehende Unterscheidung des Staatsvermögens in Verwaltungsvermögen (Satz 1) und Finanzvermögen (in Satz 2 als „sonstiges Vermögen“ bezeichnet) auf.

Abs. 3: 

„Vermögen, das dem Reich von den Ländern und Gemeinden (Gemeindeverbänden) unentgeltlich zur
Verfügung gestellt wurde, wird wiederum Vermögen der Länder und Gemeinden (Gemeindeverbände), soweit es
nicht der Bund für eigene Verwaltungsaufgaben benötigt.“

Mit dieser Vorschrift wird die erwähnte „Verreichlichung“ von Vermögensgegenständen rückgängig gemacht. Als Ausnahme ist im Soweit-Satz geregelt, dass die Übertragungspflicht auf Länder und Gemeinden nicht gilt, wenn der Bund den Vermögenswert seinerseits für eine eigene Verwaltungsaufgabe benötigt. In § 5 Reichsvermögen-Gesetz wird dieses Vermögen als Rückfallvermögen bezeichnet. Auch der Begriff Heimfallvermögen war gebräuchlich.

Abs. 4: 

„Das Nähere regelt ein Bundesgesetz, das der Zustimmung des Bundesrates bedarf.“

Ausführungsgesetze sind insbesondere das Reichsvermögen-Gesetz und das Allgemeine Kriegsfolgengesetz.

## Alliierte Regelungen
Mit dem Militärregierungsgesetz Nr. 52, in Kraft seit dem 14. Juli 1945, wurde das Reichsvermögen in den drei westlichen Besatzungszonen sowie in Berlin (West) beschlagnahmt. In der amerikanischen Zone trat – vor Inkrafttreten des Grundgesetzes – am 20. April 1949 das Gesetz Nr. 19 in Kraft. Es übertrug das Reichseigentum auf die Belegenheitsländer, teilweise zu Volleigentum, teilweise treuhänderisch für den künftigen deutschen Staat. Dem Bund wurde das Recht eingeräumt, die Eigentumsübertragungen auf die Länder rückgängig zu machen. Eine ähnliche Regelung wurde nach Inkrafttreten des Grundgesetzes in der französischen Besatzungszone durch die Verordnung Nr. 217 (in Kraft seit 3. Juni 1949) getroffen. Die britische Militärregierung traf in der am 6. September 1949 erlassenen Verordnung Nr. 202 nur Regelungen zur Verwaltung des Reichsvermögens und ließ die Eigentumsverhältnisse unberührt. Für Berlin (West) galten vergleichbare Regelungen.
Diese Bestimmungen wurden durch das Gesetz der Alliierten Hohen Kommission Nr. A 16 vom 4. Mai 1951 weitgehend aufgehoben.

## Ausführungsgesetze

### Vorschaltgesetz
Das Gesetz zur vorläufigen Regelung der Rechtsverhältnisse des Reichsvermögens und der preußischen Beteiligungen (sogenanntes Vorschaltgesetz) schuf vorläufige Regelungen, da man das Inkrafttreten der endgültigen gesetzlichen Regelung, die erst 1961 erfolgte und dann erst administrativ umgesetzt werden musste, nicht abwarten konnte. Es hob Übertragungen von Reichsvermögen, die die Besatzungsmächte, unmittelbar in einer gesetzlichen Vorschrift verfügt hatten, auf. Die Rechtmäßigkeit aufgrund von Einzelakten der Militärregierungen waren nach allgemeinen Rechtsgrundsätzen zu beurteilen. Verfügungen, durch die eines der Länder Vermögenswerte auf sich selbst, auf eine andere Gebietskörperschaft, Anstalt des öffentlichen Rechts dieses Landes oder eine juristische Person des privaten Rechts übertragen hatte, werden bis zu einer Entscheidung des Bundesministers der Finanzen für schwebend unwirksam erklärt. Die Verwaltung der unter die Bestimmungen des § 1 Abs. 1 fallenden Vermögenswerte wurde auf die Oberfinanzdirektionen (Bundesvermögens- und Bauabteilungen) übertragen. Soweit diese Vermögenswerte gemäß Art. 134 Abs. 2 GG auf neue Aufgabenträger (insbesondere die Länder) zu übertragen waren, konnte die Verwaltung durch eine zustimmungspflichtige Rechtsverordnung auf Länder oder Gemeinden übertragen werden (§ 6 Abs. 2).

### Rechtsverordnung vom 26. Juli 1951
Die Verordnung zur Durchführung des § 6 des Gesetzes zur vorläufigen Regelung der Rechtsverhältnisse des Reichsvermögens und der preußischen Beteiligungen (in Kraft seit 1. August 1951) übertrug den Ländern die Verwaltung von Reichsvermögen, soweit die Vermögensgegenstände am 24. Mai 1949 (Inkrafttreten des Grundgesetzes) hoheitlichen Aufgaben gewidmet waren, die nach dem Grundgesetz ganz oder überwiegend den Ländern oblagen. Die Übertragung der Verwaltungszuständigkeit von Heimfallvermögen auf ein Land oder eine Gemeinde setzte voraus, dass die Zugehörigkeit der Vermögenswerte zum Heimfallvermögen in einem besonderen Verfahren anerkannt wurde (§ 11 der Verordnung).

### Reichsvermögen-Gesetz
Erst rund zwölf Jahre nach Inkrafttreten des Grundgesetzes und zehn Jahre nach Inkrafttreten des Vorschaltgesetzes konnte das – zustimmungspflichtige – Ausführungsgesetz zu den Artikeln 134 und 135 GG verabschiedet werden. In dieser Zeit stritten Bund und Länder heftig um die Aufteilung des verbliebenen Reichsvermögens.

## Regelungen im Einigungsvertrag
Nach der Rechtsauffassung der DDR war das Deutsche Reich als Rechtssubjekt untergegangen. Sein Vermögen wurde wie das Vermögen anderer öffentlicher Eigentümer sowie enteignetem Privatvermögen zu „Volkseigentum.“ Im Einigungsvertrag (EV) musste geregelt werden, wie die Vermögenswerte der DDR auf Bund, Länder, Gemeinden, die Treuhandanstalt und andere öffentliche Rechtssubjekte aufzuteilen waren. Die Überführung von Reichsvermögen in Staatsvermögen der DDR wurde von der Bundesrepublik Deutschland bei den Verhandlungen zum Einigungsvertrag als wirksam akzeptiert. Daher wurde das Staatsvermögen nicht nach den Art. 134 f. GG, sondern nach anderen Kriterien aufgeteilt.
In Artikel 21 EV wurde das Verwaltungsvermögen nach dem Funktionsprinzip derjenigen Ebene zugeteilt, für deren Aufgabe es nach der Kompetenzordnung des Grundgesetzes genutzt wurde. Sofern diese Vermögenswerte allerdings vor Überführung in Volkseigentum Eigentum einer Körperschaft des öffentlichen Rechts (z. B. Länder und Kommunen) waren, waren sie gem. Art. 21 Abs. 3 EV diesen zurückzuübertragen; entsprechend wurde früheres Reichseigentum Bundesvermögen.
Öffentliches Vermögen der DDR, das nicht unmittelbar bestimmten Verwaltungsaufgaben dient, wurde durch Art. 22 Einigungsvertrag treuhänderisch dem Bund übertragen. Letztlich sollte der Vermögensgesamtwert des Finanzvermögens durch Bundesgesetz hälftig auf den Bund und die neuen Länder aufgeteilt werden. Art. 21 Abs. 3 EV gilt für diese Vermögensmasse entsprechend. Gemäß § 16 Vermögenszuordnungsgesetz (VZOG) gilt der Eigentumserwerb des Bundes bei Vorliegen der Voraussetzungen des § 11 Abs. 1 VZOG als nicht erfolgt (teilweise Parallele zu den Restitutionsausschlussgründen des § 5 Vermögensgesetzes). Die neuen Länder vertraten die Auffassung, dass Artikel 21 Abs. 3 EV im Lichte des Art. 134 GG auszulegen sei. Die Bundesregierung bestritt dies. Sowohl der Bund als auch die Länder konnten ihre Standpunkte dabei auf Rechtsgutachten von Hochschullehrern stützen. Vor den Gerichten konnten sich die Länder nicht durchsetzen. Das Bundesverwaltungsgericht entschied am 28. September 1995 in einem Grundsatzurteil, das in einem Rechtsstreit des Freistaates Thüringen gegen die Bundesrepublik Deutschland die Revision des Landes zurückwies:

„Die Bestimmungen des Grundgesetzes zur Überleitung des Reichsvermögens sind auf das von der DDR hinterlassene Vermögen nicht anwendbar. Die Regelung über die Verteilung des früheren Reichsvermögens ist verfassungsgemäß.“

„Der Gesetzgeber war von Verfassungs wegen nicht gehalten, das von der DDR in Volkseigentum überführte frühere Reichsvermögen getreu dem in Art. 134 GG vorgezeichneten Muster zu verteilen. […] Die Zuordnung des öffentlichen Vermögens dient nicht der Abrechnung mit der Vergangenheit; sie soll die Grundlage einer geordneten politischen, wirtschaftlichen und sozialen Entwicklung für die Zukunft schaffen […]. Die Bereinigung des Staatsbankrotts hat daher von der jeweils gegebenen konkreten Situation auszugehen und das hinterlassene öffentliche Vermögen in einer Weise zuordnen, die ihnen die Erfüllung der von ihnen wahrzunehmenden Aufgaben ermöglicht.“

„Der Kläger sieht einen Verstoß darin, daß den neuen Ländern im Gegensatz zu den alten Ländern das ehemals „verreichlichte“ Vermögen ohne sachlichen Grund vorenthalten werde. Er setzt damit voraus, solches Vermögen sei ungeachtet der Tatsache, daß es im Jahre 1990 als öffentliches Vermögen der DDR kein Reichsvermögen mehr war, dem im Jahre 1949 zugeordneten Reichsvermögen als im wesentlichen gleich zu erachten. Bereits diese Annahme geht fehl, da sie die für eine aufgabengerechte Verteilung des öffentlichen Vermögens maßgebliche Ausgangssituation unberücksichtigt läßt, die rechtliche Entwicklung des früheren Reichsvermögens in den vier Jahrzehnten des Bestehens der DDR ausblendet und rechtsirrig davon ausgeht, die Vermögenszuordnung diene der Wiederherstellung des Besitzstandes vor dem 8. Mai 1945.“

Letztlich gab der Bund den Forderungen der Länder zu einem großen Teil – unter Aufrechterhaltung seines Rechtsstandpunkts – statt
- durch die erwähnte Regelung des § 16 VZOG,
- indem er den Ländern aufgrund von haushaltsrechtlichen Regelungen jegliches zu veräußernde Grundvermögen für den Aufbau einer Verwaltung sowie zu anderen öffentlichen Zwecken zu einem Preis von 20 % des Verkehrswertes oder sogar unentgeltlich überließ.

## Sonderregelungen für Berlin

### Rechtslage seit 1949
Bei der Geltung von Bundesrecht in Berlin (West) war das Alliierte Vorbehaltsrecht zu beachten. Im Genehmigungsschreiben vom 12. Mai 1949 zum Grundgesetz hatten die (westlichen) Militärgouverneure verlangt, dass Berlin „nicht durch den Bund regiert werden wird“. Dies führte dazu, dass Bundesgesetze in Berlin (West) erst mit der Übernahme durch das Berliner Abgeordnetenhaus wirksam wurden. In Nr. VII der „Erklärung der Alliierten Kommandantura über Berlin“ vom 5. Mai 1955 heißt es:

„Die Berliner Gesetzgebung tritt gemäß den Bestimmungen der Berliner Verfassung in Kraft. Im Falle der Nichtübereinstimmung mit alliierter Gesetzgebung, oder mit anderen Maßnahmen der alliierten Behörden, oder mit den Rechten der alliierten Behörden auf Grund dieser Erklärung, kann die Berliner Gesetzgebung durch die Alliierte Kommandatura aufgehoben oder für nichtig erklärt werden.“

 Aufgrund dieses Vorbehalts untersagte die Alliierte Kommandantura die Übernahme des Reichsvermögen-Gesetzes.
Das Grundgesetz, und damit auch dessen Artikel 134 sowie das Vorschaltgesetz waren in Berlin in Kraft getreten. In § 19  Reichsvermögen-Gesetz waren, u. a. um Vorbehalte der Alliierten auszuräumen, zu bestimmten Sachverhalten für Berlin Ausnahmen vorgesehen: Die Vorschrift über das Rückfallvermögen galt nicht, da der Bedarf des Bundes an Verwaltungsvermögen erst nach der Wiedervereinigung abschließend geklärt werden konnte. Eine weitere Ausnahme betraf die Entschädigung von Stationierungsschäden an Gegenständen, die nach dem RVermG auf Berlin zu übertragen waren. Im Übrigen enthielt § 21 die übliche Berlin-Klausel: Geltung nach Maßgabe des Dritten Überleitungsgesetzes auch im Land Berlin. Aufgrund des erwähnten Vorbehalts untersagte die Alliierte Kommandantura dennoch die Übernahme des Reichsvermögen-Gesetzes.
Die Verfügungsgewalt über Grundstücke in Berlin (West) musste somit de facto einvernehmlich zwischen dem Bund und dem Berliner Senat geregelt werden. Grundsätzlich wurden die Grundbücher, in denen das Deutsche Reich als Eigentümer oder Inhaber anderer Rechte eingetragen war, bis zur Wiedervereinigung nicht umgeschrieben.

### Rechtslage seit 1990
Im Zusammenhang mit der Wiedervereinigung regelte der Zwei-plus-Vier-Vertrag u. a. das Ende alliierter Besatzungsrechte für Berlin. Es war daher notwendig, die bisherigen Restriktionen bezüglich der Geltung von Bundesrecht in Berlin (West) aufzuheben. § 1 des Gesetzes zur Überleitung von Bundesrecht nach Berlin (West) (Sechstes Überleitungsgesetz) bestimmte, dass Bundesrecht, das in Berlin (West) auf Grund alliierter Vorbehaltsrechte bisher nicht oder nicht in vollem Umfang galt, vom Inkrafttreten dieses Gesetzes an uneingeschränkt in Berlin (West) gilt. Dazu gehörte auch das Reichsvermögen-Gesetz. Aus der Begründung des Regierungsentwurfs ergibt sich das Motiv des Gesetzgebers, sämtliche teilungsbedingten Sonderregelungen für Berlin (West) aufzuheben. Es heißt dort zu § 1 Satz 1: 

„Wegen der Vielzahl der betroffenen Gesetze und
Verordnungen und der damit zusammenhängenden
Gefahr, eine unübersichtliche sowie lückenhafte
Regelung zu treffen, muß auf eine konkrete
Überleitung jedes einzelnen betroffenen Rechtsetzungsakts
verzichtet werden. Statt dessen wird
sämtliches, bisher aufgrund alliierter Vorbehaltsrechte
in Berlin (West) nicht oder nur eingeschränkt
geltendes Bundesrecht mittels einer generell
gefaßten Klausel dorthin erstreckt. Von ihr
werden grundsätzlich alle Rechtsetzungsakte des
Bundes erfaßt, die keine Berlin-Klauseln, eine negative
Berlin-Klausel oder eine positive Berlin-Klausel jedoch mit allgemeinem Verweis auf die
alliierten Vorbehaltsrechte (sog. gespaltene Berlin-Klausel) enthalten, sowie solche Rechtsetzungsakte,
die Einzelvorschriften enthalten, die mit einer
(ausschließlich) Berlin ausnehmenden Regelung
versehen sind (z. B. § 59 Abs. 2, § 60 Abs. 3 Bundes-Immissionsschutzgesetz, § 29 a Abs. 3 Abfallgesetz,
§ 3 Abs. 1 Satz 3 Tierseuchengesetz).
Infolgedessen werden damit auch sämtliche Berlin-Klauseln und -Regelungen gegenstandslos. Die
von diesen bisher in den einzelnen Gesetzen und
Verordnungen besetzten Artikel, Paragraphen,
Absätze oder Sätze können künftig mit neuen Regelungen belegt werden.“

Das Inkrafttreten des Gesetzes war in § 5 wie folgt geregelt: 

„(1) Dieses Gesetz tritt zu dem Zeitpunkt in Kraft, in dem die alliierten Vorbehaltsrechte in bezug auf Berlin fortfallen oder suspendiert werden. (2) Das Auswärtige Amt gibt den Zeitpunkt des Inkrafttretens im Bundesgesetzblatt bekannt.“

 Endgültig fielen die alliierten Vorbehaltsrechte mit Wirkung vom 15. März 1991 (dem Tag der Hinterlegung der letzten Ratifikationsurkunde zum Zwei-plus-Vier-Vertrag) fort, allerdings wurden die alliierten Vorbehaltsrechte durch das Übereinkommen zur Regelung bestimmter Fragen in bezug auf Berlin suspendiert. In diesem Übereinkommen der drei Westalliierten, das von den Regierungen der Bundesrepublik Deutschland und der Deutschen Demokratischen Republik zur Kenntnis genommen wurde, wurden ihre Vorbehaltsrechte „ab dem Zeitpunkt der Vereinigung Deutschlands“ ausgesetzt. Dieser Zeitpunkt war der 3. Oktober 1990, so dass das Sechste Überleitungsgesetz und damit das Reichsvermögen-Gesetz zu diesem Zeitpunkt in Berlin (West) in Kraft trat.

Der Berliner Senat (miss)verstand das Gesetz dahin, dass es zwar grundsätzlich in Berlin (West) in Kraft trat, dass es aber wegen § 19 Abs. 1 RVermG 

„§ 5 gilt nicht im Land Berlin. Eine besondere Regelung bleibt insoweit vorbehalten.“

 für das Rückfallvermögen noch einer besonderen Regelung bedürfe. Aus diesem Grund versäumte Berlin die Jahresfrist des § 5, die – wie ausgeführt – mit dem 3. Oktober 1990 begann. Da der Bund den Erlass einer besonderen Regelung ablehnte, initiierte Berlin über den Bundesrat den Entwurf eines Gesetzes zur Änderung des Reichsvermögen-Gesetzes. Danach sollte in Berlin (West) als Fristbeginn nicht der 3. Oktober 1990, sondern der Tag des Inkrafttretens dieses Änderungsgesetzes gelten. Die Bundesregierung stimmte dem Gesetzentwurf nicht zu, weil er auf falschen rechtlichen Prämissen beruhe: Das Sechste Überleitungsgesetz erfülle eine doppelte Funktion: Zum einen habe es mit Wirkung vom 3. Oktober 1990 das bis dahin kraft Alliiertenvorbehalts suspendierte Bundesrecht (einschließlich des ReichsVermG) in Kraft gesetzt; zum anderen stelle es die in § 19 verlangte „besondere Regelung für Berlin“ als solche dar. Die Ausschlussfrist zur Geltendmachung des Rückfallvermögens gem. § 5 Abs. 1 Satz 2 RVermG sei somit binnen eines Jahres nach Inkrafttreten des RVermG abgelaufen. Am 16. Juni 2005 lehnte der Bundestag den Gesetzantrag ab.
Daraufhin leitete Berlin ein Normenkontrollverfahren beim Bundesverfassungsgericht dahingehend ein, dass § 19 RVermG mit Art. 134 Abs. 3 und 4 GG und dem föderalen Gleichbehandlungsverbot unvereinbar sei. Mit diesem Antrag unterlag Berlin vor dem Bundesverfassungsgericht: Der Gesetzgeber habe seinen Regelungsauftrag gemäß Art. 134 Abs. 3 und Abs. 4 GG erfüllt, indem er das in § 5 RVermG geregelte Rückfallverfahren zum 3. Oktober 1990 im Land Berlin eingeführt habe. Verfassungsrechtliche Bedenken gegen diese Regelung bestünden nicht. Gründe, die das Land Berlin hätten hindern können, seine Rückfallansprüche fristgerecht geltend zu machen, seien nicht ersichtlich. Allerdings könne Berlin diese Frage (präklusionshindernde Rechte) im Verwaltungsrechtswege klären lassen.
Nach dieser Entscheidung erhob Berlin Klage vor dem Verwaltungsgericht Berlin gegen die Bundesanstalt für Immobilienaufgaben. Der Berliner Senat beanspruchte die Herausgabe von Grundstücken im ehemaligen Westteil der Stadt sowie die Herausgabe von Erlösen, die der Bund aus der Veräußerung solcher Grundstücke vereinnahmt hatte, die Berlin als Rückfallvermögen beanspruchte. Es ging dabei um Grundstücke mit einer Fläche von rd. 6,8 Millionen m² im Wert von über 200 Millionen € sowie um Veräußerungserlöse in Höhe von mehr als 55 Millionen €. Nach erfolgreicher Klage in der ersten Instanz wies das Oberverwaltungsgericht Berlin-Brandenburg die Klage mit Urteil vom 8. Dezember 2011 ab, ließ aber die Revision zu. Das Bundesverwaltungsgericht wies die Klage mit Urteil vom 11. September 2013 endgültig ab, da das Land Berlin die Fristversäumnis allein zu vertreten habe. In der Presseerklärung des Gerichts heißt es dazu:

„Mit ihrer Weigerung, die Ansprüche Berlins auf das Rückfallvermögen zu erfüllen, verstieß die Beklagte schließlich nicht gegen den allgemeinen Rechtsgrundsatz von Treu und Glauben. Es liegt weder ein Fall der unzulässigen Rechtsausübung noch eine Verletzung des Verbots widersprüchlichen Verhaltens oder der Verpflichtung vor, aus einem treuwidrig selbst herbeigeführten oder verhinderten Ereignis Vorteile zu ziehen. Das Verhalten des Bundes war nicht ursächlich dafür, dass das Land Berlin die gesetzliche Frist versäumt hat.“

## Kurioses
1984 einigten sich die Bundesrepublik Deutschland und die französische Republik, dass diese auf Hoheitsrechte am Oberen Mundatwald verzichtet und im Gegenzug das zivilrechtliche Eigentum erhielt. Der Bund leitete seine Verfügungsbefugnis aus dem Rechtserwerb nach Art. 134 GG ab. Ein pensionierter Notar beantragte beim Amtsgericht Landau, ihn als Pfleger einzusetzen, um die Interessen des Deutschen Reichs gegen die Bundesrepublik Deutschland zu vertreten. Da das fragliche Gebiet bei Inkrafttreten des Grundgesetzes schon unter französischer Verwaltung stand, war dort seiner Meinung nach noch die Weimarer Reichsverfassung in Kraft (und nicht das Grundgesetz). Der stattgebende Beschluss des Amtsgerichts wurde nach einer Beschwerde der Bundesregierung vom Landgericht Landau aufgehoben, da es keinen Zweifel daran gebe, dass das fragliche Gebiet Teil der Bundesrepublik Deutschland sei und dort das Grundgesetz, also auch Art. 134 GG gelte.